# Skřivánci na niti
Skřivánci na niti je český hořce poetický film režiséra Jiřího Menzela z roku 1969 natočený podle knihy Bohumila Hrabala Inzerát na dům, ve kterém už nechci bydlet. Odehrává se v 50. letech v prostředí dělníků šrotiště na Kladně.
Film byl vyroben v ČSSR, Filmové studio Barrandov v roce 1969, ovšem ihned po první neveřejné projekci byl pro svoji otevřenou kritiku tehdejšího vládnoucího totalitního režimu zakázán a na 20 let dán „do trezoru“. Jeho faktická veřejná premiéra proběhla teprve až po společenských změnách, které nastaly v roce 1989.

## Obsah
Film vypráví o partě brigádníků a skupině vězeňkyň pracujících v dusné atmosféře 50. let 20. století na kladenském šrotišti u zdejších železáren a oceláren.
Každý z nich má nějaký svůj životní příběh, během něhož se nedobrovolně dostal k této práci, zpravidla když přišel o svou živnost nebo zaměstnání (truhlář, prokurátor, saxofonista, profesor, holič apod.). Vězeňkyně jsou zase vesměs tzv. „kopečkářky“, potrestané za pokus o ilegální přechod hranic. Hlavní dějovou osu tvoří milostný příběh mladé vězeňkyně Jitky a mladého brigádníka Pavla (Jitka Zelenohorská a Václav Neckář).

## Obsazení
| Václav Neckář         | Pavel Hvězdář, adventista           |
| Rudolf Hrušínský      | důvěrník, jediný dělník původem     |
| Vlastimil Brodský     | Doktor                              |
| Vladimír Ptáček       | Mlíkař                              |
| Ferdinand Krůta       | Kudla, bývalý holič                 |
| František Řehák       | Drobeček, bývalý truhlář            |
| Leoš Suchařípa        | bývalý prokurátor                   |
| Eugen Jegorov         | bývalý saxofonista                  |
| Karel Mareš           | závodní                             |
| Jaroslav Satoranský   | Anděl, strážný brigádnic-kopečkářek |
| Jitka Zelenohorská    | kopečkářka Jitka                    |
| Naďa Urbánková        | kopečkářka Lenka                    |
| Míla Myslíková        | kopečkářka Elza                     |
| Jiřina Štěpničková    | Pavlova matka                       |
| Vlasta Jelínková      | Pavlova teta                        |
| Ladislav Šimek        | starší příslušník SNB               |
| Otakar Brousek starší | velitel trestnice                   |
| Vladimír Šmeral       | ministr                             |
| Jiřina Třebická       | Drobečková                          |
| Zora Jiráková         | Kudlová                             |
| Jan Vala              | strážný                             |
| Stella Zázvorková     | umývačka nádobí                     |
| Tereza Bariová        | Andělova cikánská nevěsta           |
| Věra Galatíková       | pionýrská vedoucí                   |
| Miloš Kohout          | kameraman                           |
| Gustav Oplustil       | režisér                             |
| Zdeněk Svěrák         | delegát ÚRO                         |
| Věra Křesadlová       | kopečkářka                          |
| Věra Ferbasová        | kopečkářka                          |
| Eva Blažková          | kopečkářka                          |

## Ocenění
Film získal v roce 1990 významné mezinárodní ocenění Zlatý medvěd na Mezinárodním filmovém festivalu v Berlíně.

## Zajímavosti
Název filmu vychází podle režisérových slov ze stejnojmenné kruté dětské hry s těmito pravidly: Kousky chleba se přiváží na nit a hodí se slepicím. Slepice pak chleba sezobnou a na těch nitích zůstanou pevně v moci dětí. Stejně takto ovládl komunistický režim lidi, když je zpočátku nalákal na svoji vlídnou tvář, aby je následně dostal do područí své moci. Distribuce filmu měla být podpořena ještě sloganem: „Barevná pohádka o budování naší vlasti.“
Cikánskou kapelu hrající na divoké svatbě strážného Anděla ztvárnili Antonín Gondolán a jeho rodina.
Film byl dokončen v době, kdy už počínala normalizace, a nové vedení Barrandova ho tedy pro jeho otevřenou kritičnost režimu neschválilo do distribuce. Autoři provedli požadované cenzurní zásahy, např. vystřihli scénu zesměšňující Zdeňka Nejedlého, ale film byl nakonec stejně zakázán. Před premiérou roku 1990 byl film opět sestříhán do původní podoby.
Role parodující ministra Zdeňka Nejedlého byla nejprve nabídnuta Stanislavu Neumannovi, který ji ale odmítl. Nahradil ho Vladimír Šmeral, který byl stejně jako Neumann přesvědčený a aktivní komunista.
Režisér filmu Jiří Menzel si zahrál roličku trestance ve výtahu sjíždějícího do šachty.